# P-1000 라테
육상순양함 P1000 라테(Landkreuzer P-1000 Ratte)는 제2차 세계 대전 당시 나치 독일의 초중전차 계획이었다. 
1942년, 히틀러의 승인 아래 크루프 사(社)가 디자인하였다. 하지만 1943년 초에 알베르트 슈페어에 의해 취소당했다. 만약 라테 초중전차가 실존했다면, 실존했던 전차 중 가장 무거웠던 8호 전차 마우스의 5배의 중량이었을 것이다. 심지어는 라테 초중전차 안에 정찰용으로 오토바이 2대가 탑재될 예정이였다.

## 개발
P-1000 라테는 1941년에 크루프 사가 개발을 시작했는데, 너무나 무거워(약 1000톤) 무한궤도는 1.2m짜리 무한궤도 3개가 라테의 한 개의 무한궤도였으며, 다주포 전차로 개발될 예정이였다. 포로는 주포는 280mm 샤른호르스트 전함급의 다주포 1개(사실상 전함의 포를 가져다 붙이겠다는 것이였다.)와 8호 전차 마우스의 포탑을 뒤에 부포로 장착할 예정이였다. 그러나 이 프로젝트는 거의 공상에 가까워 결국 1943년 초에 슈페어에 의해 취소되었다.

## 대중 매체에서

### 비디오 게임
- 월드 오브 탱크 - 만우절 장난으로 라테 초중전차를 출시한다고 장난을 하기도 했다.[2]
- 스나이퍼 엘리트 3
- 스트라이커즈 1945 II

### 애니메이션
- 걸즈 앤 판처 극장판 - 유원지 어트랙션 중 하나로 등장한다.

### 프라모델
- Landkruzer P-1000 Latte & Panzer VIII Maus - 타콤사에서 1/144의 사이즈로 2015년에 출시하였다. 그러나 1/144 사이즈인데도 일반적인 전차 프라모델의 1/35 사이즈가 나온다.[3]

## 개량형
P-1500 몬스터 - P-1500 몬스터는 라테의 차체에 구스타프 열차포를 탑재한 자주포로 계획되었다. 그러나 P-1500 몬스터는 설계도, 개념안도 없으며, P-1500 몬스터를 서술하는 자료도 거의 없다. 그러나 넷상에서 P-1500의 설계도가 떠도기도 하는데, 그는 그저 창작품이다.

## 같이 보기
- 8호 전차 마우스
- 크루프